# Peeter van Bredael
Pieter van Bredael nebo Peeter van Bredael (1625 Antverpy – 1719 Antverpy) byl vlámský malíř, specializovaný na obrazy venkovských tržišť a scén z vesnických slavností. Zobrazoval tehdejší italskou krajinu jak v prostředí vesnickém tak městském.

## Život
Pieter van Bredael se narodil v Antverpách v roce 1629 jako syn Petera a Marie Pais. Pokřtěn byl 19. července 1629. Údajně vstoupil do dílny malíře Davida Ryckaerta III. dne 20. ledna 1640 a studoval u něho čtyři roky. Absolvoval několik cest do zahraničí. Je známo, že cestoval do Španělska. I když neexistuje žádný důkaz o jeho pobytu v Itálii, vzhledem k tomu, že do svých krajin vkládal zříceniny objektů z okolí Říma, je možné že Itálii navštívil.

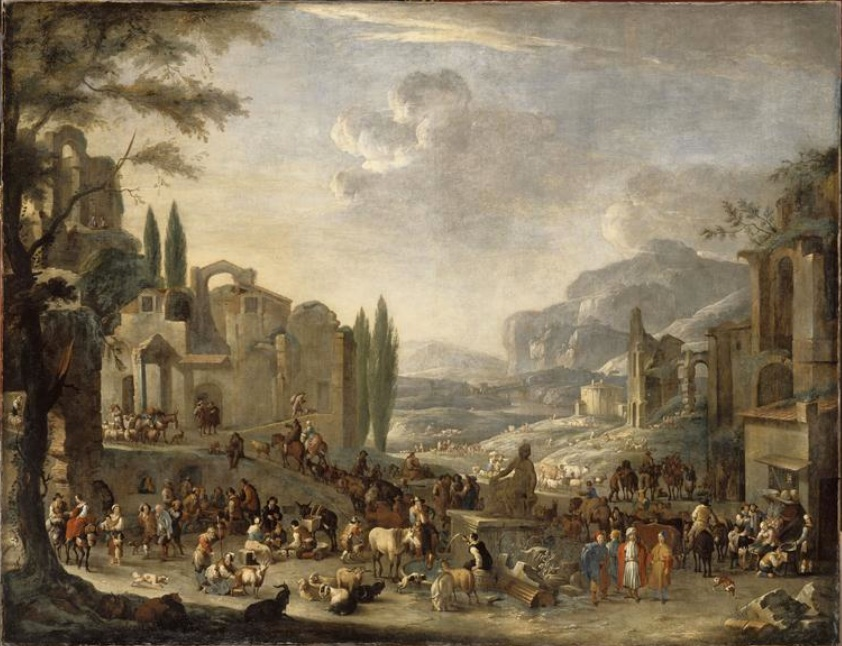
Italské tržiště s fantazijními ruinami, 1668

Po návratu do Antverp v roce 1648 se oženil s Annou Marií Veldenerovou, dcerou prominentního sochaře Jenijna Veldenera. Měli spolu osm dětí, z nichž tři: Jan Peeter van Bredael starší, Alexander van Bredael a Joris van Bredael se stali také malíři. Několik Bredaelových vnoučat Joseph van Bredael, Jan Pieter van Bredael mladší a Jan Frans van Bredael byli také malíři. Van Bredael pravděpodobně nezačal samostatně pracovat před rokem 1651, kdy se stal členem antverpského malířského sdružení Cech Svatého Lukáše. Zde se také připojil k domobraně takzvané schutterij, místní občanské milici a získal hodnost kapitána. Mezi jeho žáky byli jeho synové Jan Peeter, Joris a Alexander, Hendrik Frans van Lint a Ferdinandus Hofmans. Pieter van Bredael zemřel v Antverpách, kde byl pohřben 9. března 1719.

## Dílo

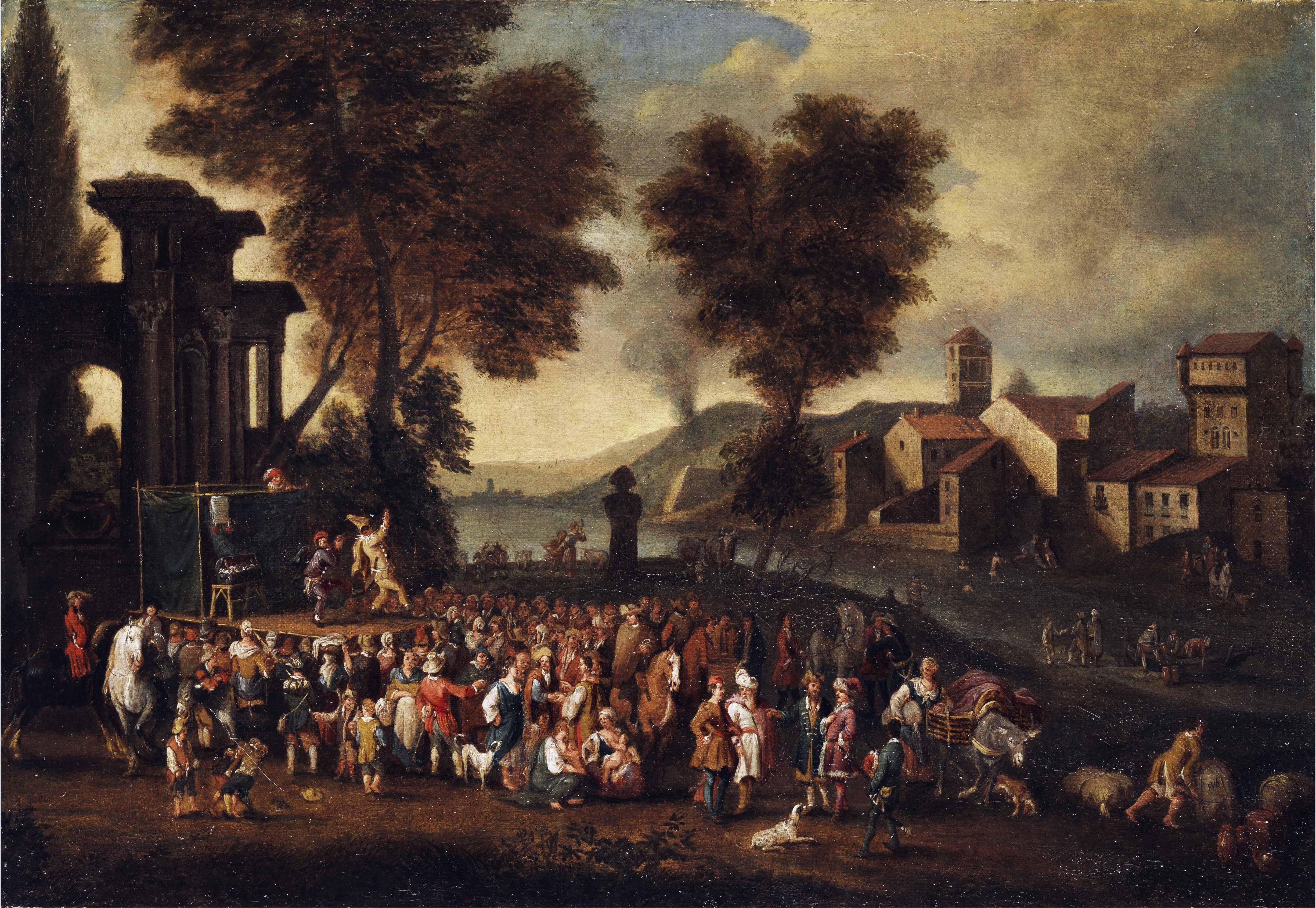
Divadlo Commedia dell'arte

Pieter van Bredael je znám především svými scénami římských dobytčích trhů uprostřed krajiny, často se starověkými zříceninami, italské pastorální krajiny a méně často obrazy bitev. Maloval také žánrové scény jako vesnické festivaly, procesí a scény divadla Commedia dell'arte. Van Bredaelovi se svými originálními scénami vesnických trhů podařilo ilustrovat různé aspekty každodenního života ve městě. Van Bredael byl často ovlivněn italskými architektonickými formami.
Peeter van Bredael maloval nejen své vlastní obrazy, ale vytvářel také kopie děl jiných umělců. Je známo, že kopíroval bitevní scény nizozemského malíře Philipse Wouwermana. Například kresba Equestrian Battle (Jezdecká bitva) v muzeu Mauritshuis v Haagu je připisována van Bredaelovi jako kopie obrazu Wouwermana.